# Les Hauts-de-Chée
Les Hauts-de-Chée is een gemeente in het Franse departement Meuse in de regio Grand Est en telt 759 inwoners (1999). De gemeente maakt deel uit van het arrondissement Bar-le-Duc

## Geschiedenis
De gemeente is op 1 juli 1972 ontstaan uit een fusie van de toenmalige gemeenten Condé-en-Barrois, Génicourt-sous-Condé, Hargeville-sur-Chée, Louppy-sur-Chée en Les Marats. Voor 22 maart 2015 maakte Les Hauts-de-Chée deel uit van het kanton Vaubecourt, dat toen werd opgeheven. Les Hauts-de-Chée werd daarom opgenomen in het kanton Revigny-sur-Ornain.

## Geografie
De oppervlakte van Les Hauts-de-Chée bedraagt 50,1 km², de bevolkingsdichtheid is 15,1 inwoners per km².
De onderstaande kaart toont de ligging van Les Hauts-de-Chée met de belangrijkste infrastructuur en aangrenzende gemeenten.

## Demografie
Onderstaande figuur toont het verloop van het inwonertal (bron: INSEE-tellingen).

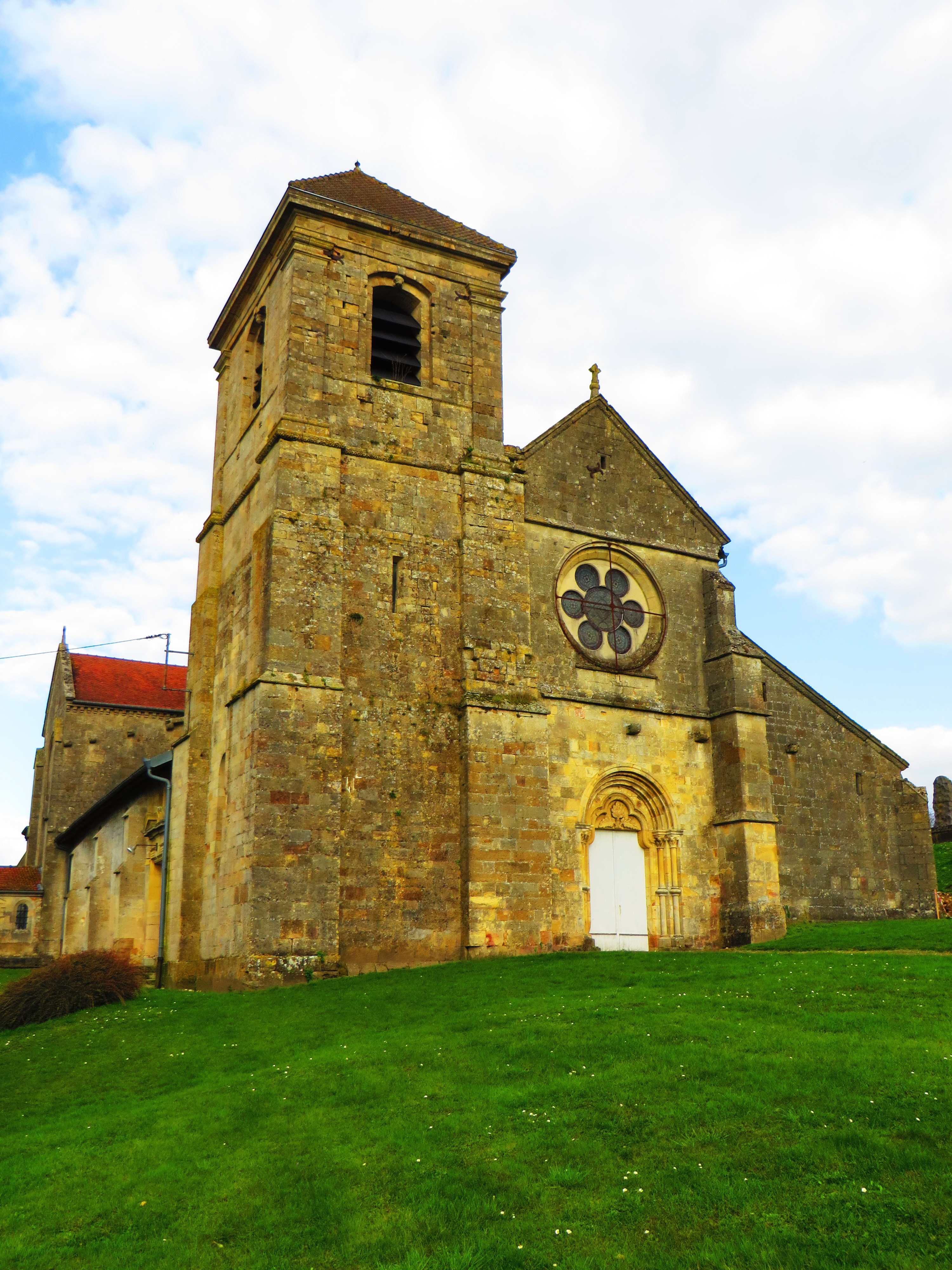
Kerk Saint-Michel van Condé-en-Barrois.
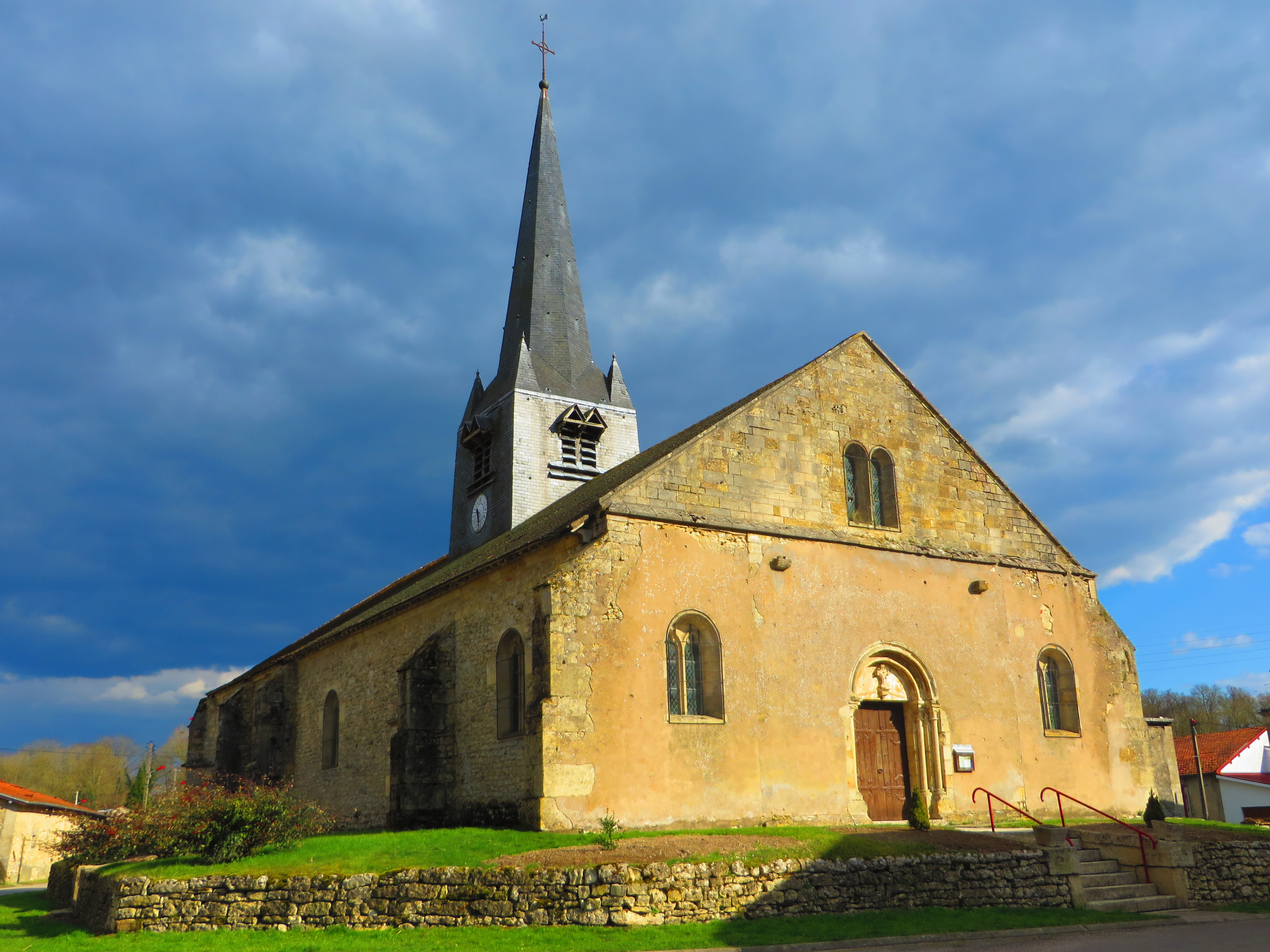
Kerk Saint-Amand van Louppy-sur-Chée.
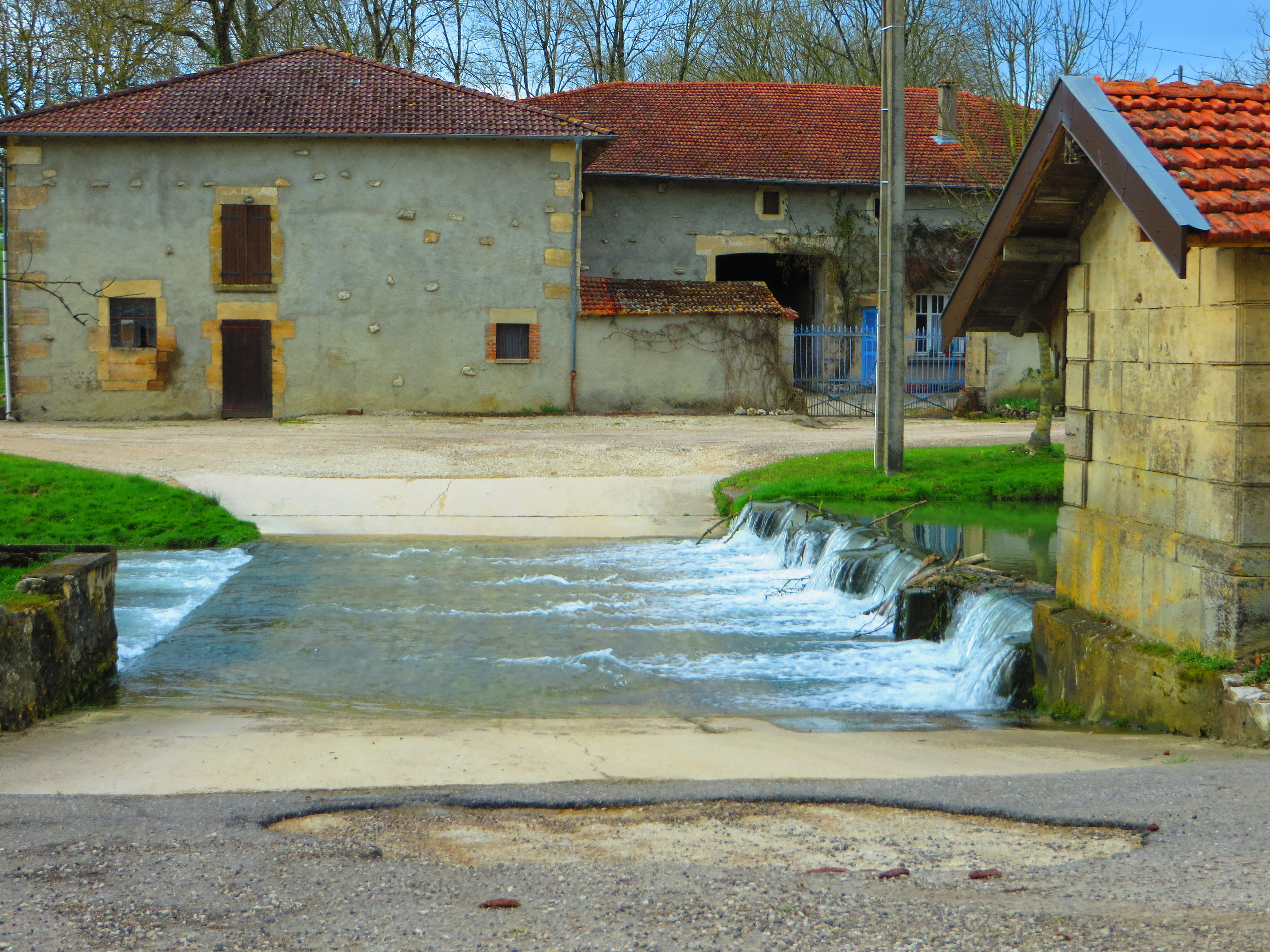
Wad in Les Hauts-de-Chée
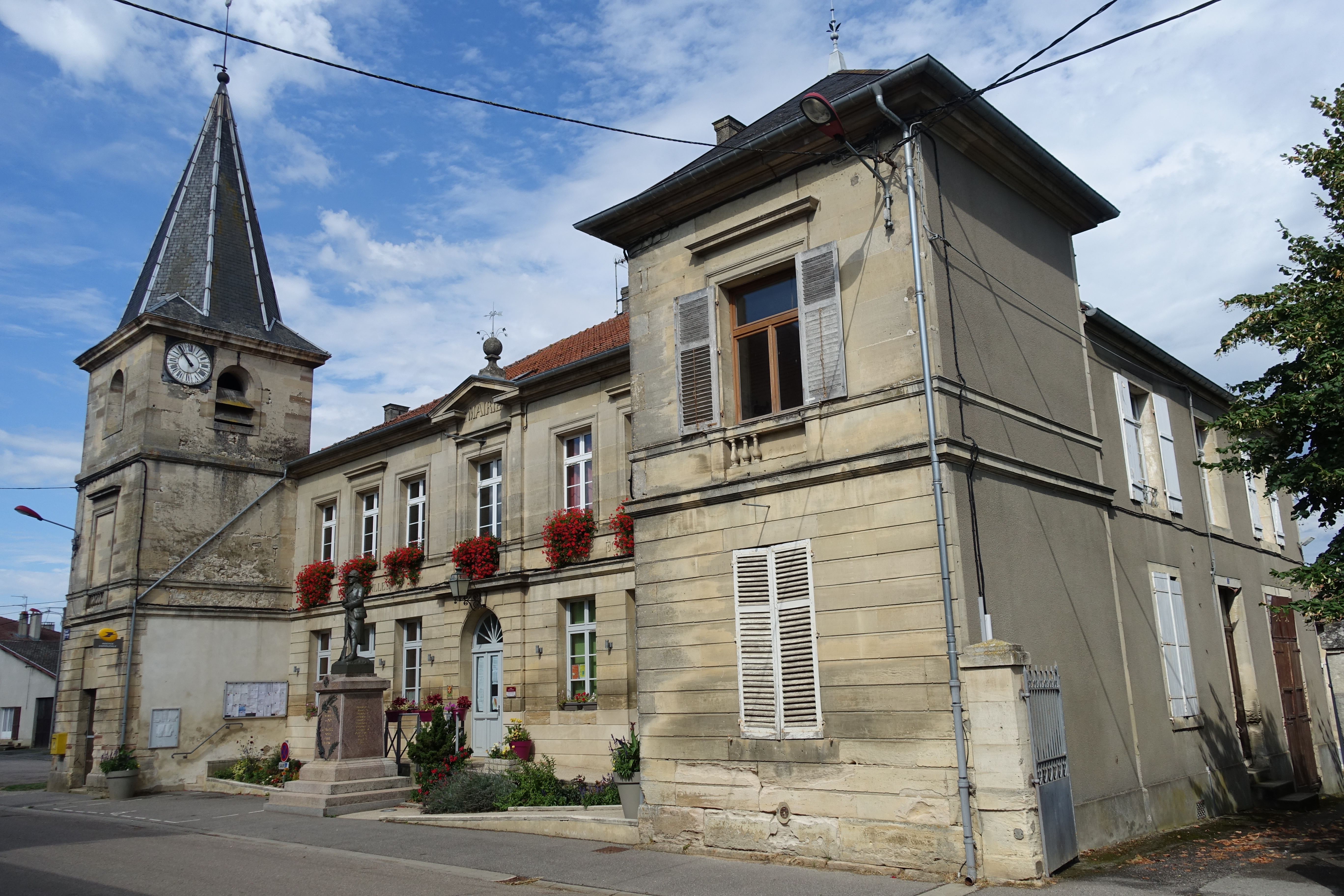
Toren van vroegere kapel Saint-Jean en gemeentehuis in Condé-en-Barrois
Wasplaats in Condé-en-Barrois.

Andernay · Beurey-sur-Saulx · Brabant-le-Roi · Chaumont-sur-Aire · Contrisson · Courcelles-sur-Aire · Couvonges · Érize-la-Petite · Les Hauts-de-Chée · Laheycourt · Laimont · Lisle-en-Barrois · Louppy-le-Château · Mognéville · Nettancourt · Neuville-sur-Ornain · Noyers-Auzécourt · Rancourt-sur-Ornain · Rembercourt-Sommaisne · Remennecourt · Revigny-sur-Ornain · Robert-Espagne · Sommeilles · Val-d'Ornain · Vassincourt · Vaubecourt · Villers-aux-Vents · Villotte-devant-Louppy